# Bob Christo
Robert John Christo (1940 - 20 de março de 2011) foi um ator Indiano de Bollywood nascido na Austrália